# Schiavona

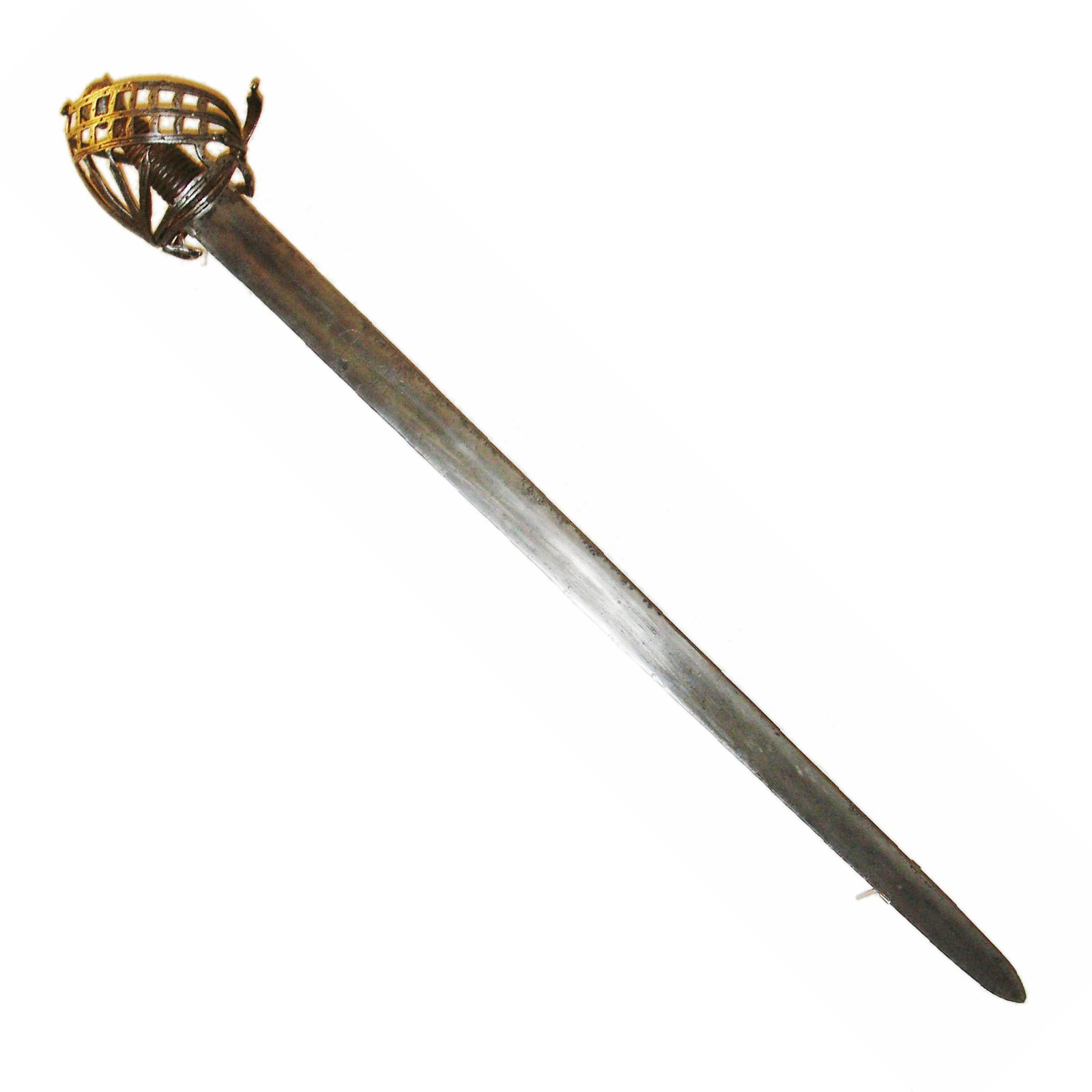
Benátský meč Schiavona, pozdní 17. století

Schiavona je typ meče, používaný tělesnou stráží benátských dóžat, najímanou v Dalmácii (schiavone = slovinský).
Schiavona se používala od 15. až do druhé poloviny 18. století, kdy skončila samostatnost stále slabších Benátek.
Nejvýraznější částí schiavony je koš jílce, tvořící z pásků pravidelný kornout dokonale chránící ruku. Spodní pásy tohoto koše jsou na jílcích nejstarších schiavon esovitě zprohýbány, podobně jako záštity schiavon 15. století. Hlavice jílce, zpravidla vyrobená z mosazi, byla ve tvaru kočičí hlavy. Přímé čepele byly nejčastěji dvousečné, buď hladké, anebo opatřeny výbrusy, a měřily 80–85 cm.